# Digit (робот)
Робот Цифра - (Digit Advanced mobility for the human world) запущений Agility Robotics для комерційного продажу. Робот має механічні руки та ноги і призначений для роботи з людьми та в людських просторах.

## Історія створення
Перший прототип Digit був показаний у травні 2020 року а США, прийшовши на заміну роботу Cassie виробленого в 2017 році, запущений Agility Robotics,  який на відміну від Digit, мав дві механічних ноги. Перших два Digit придбала компанія Ford Motor Company. Комерційне виробництво запущене компанією з США, яка заснована в 2015 році, співзасновники Джонатан Херст, Даміон Шелтон.

## Функціонал
Digit здатен ходити, бігати, оминати перешкоди, підніматися по сходах, балансувати на одній нозі, брати та переносити вантажі до 40 фунтів(18,1436948 кілограм). Щільно складається для зберігання в задній частині автомобіля. Автономна навігація. Верхня частина тулубу включає в себе вбудоване зондування, обчислення та два плеча 4 DOF. 2 DOF ноги, для поліпшення рівноваги та стійкості на різноманітних поверхнях. Герметичні шви для роботи в приміщеннях за будь-якої погоди. Аккумулятор UN 38.3 сертифікований для авіаперевезення вантажів. Власне API(прикладний програмний інтерфейс). Цифрова навігація здійснюється автоматично за допомогою системи  Lidar та датчиків.. [Архівовано 21 березня 2021 у Wayback Machine.]
Digit отримав голову з очима, які можуть виражати емоції, а також руки з рухомими маніпуляторами, щоб було простіше переносити вантажі та передавати їх з рук в руки.